# Schloss Mauern

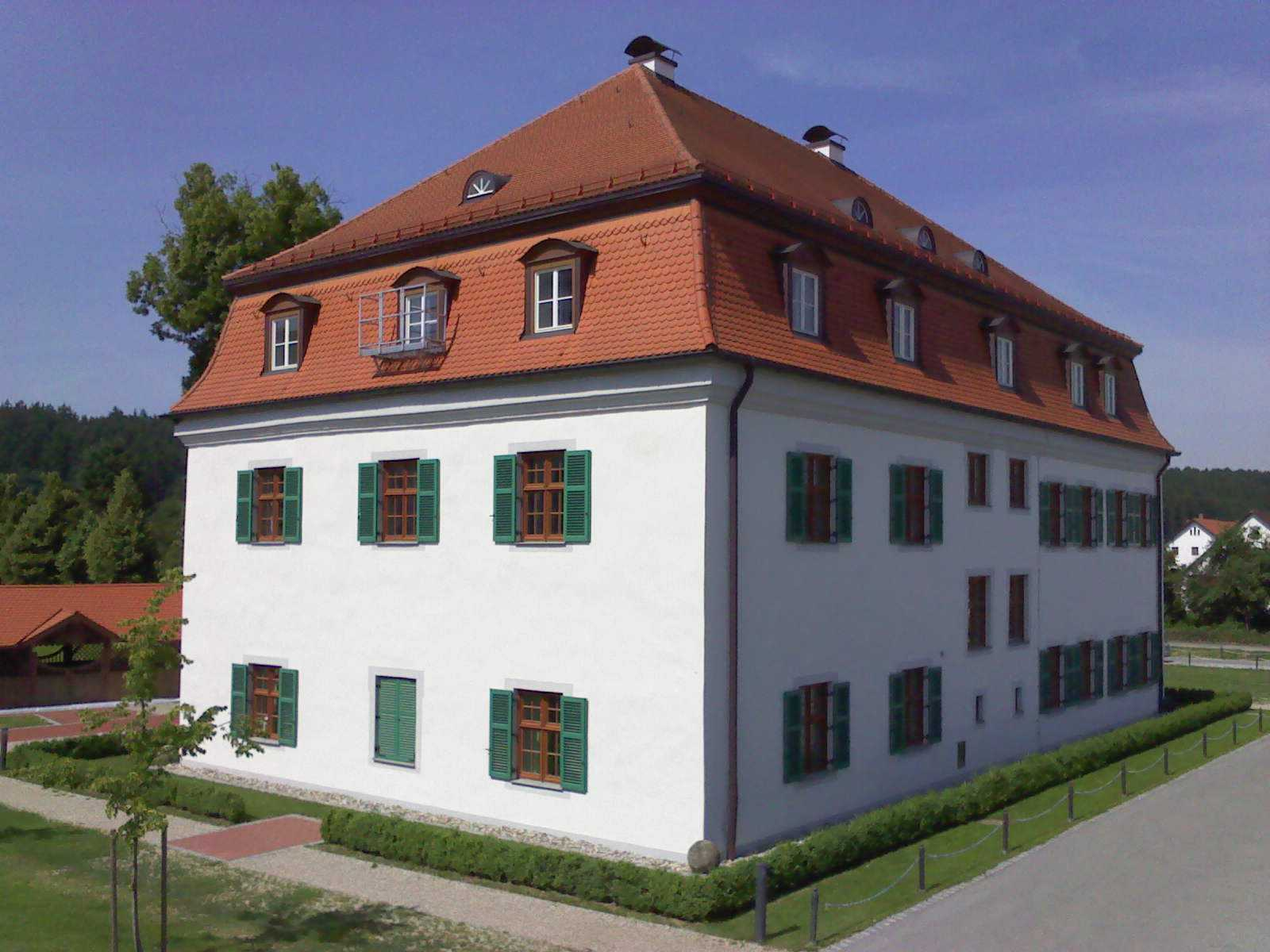
Schloss Mauern nach Abschluss der Renovierung im Jahr 2011

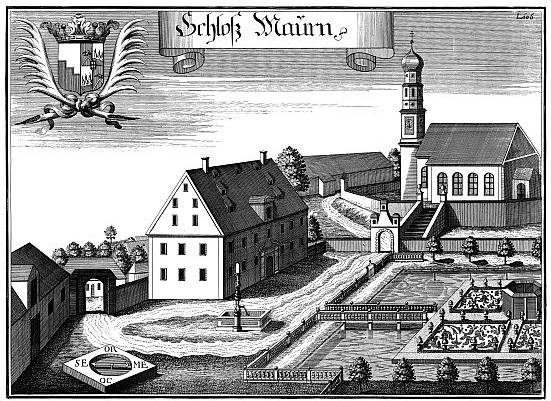
Kupferstich von Schloss Mauern von Michael Wening um 1700

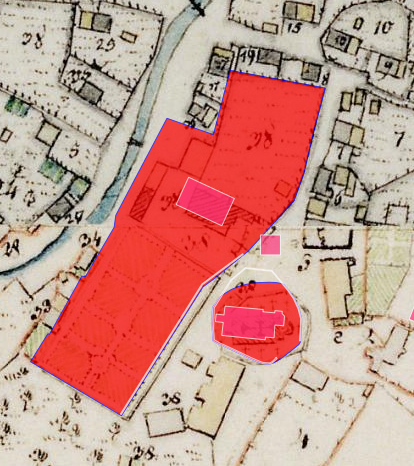
Lageplan von Schloss Mauern auf dem Urkataster von Bayern

Schloss Mauern ist ein kleines, im Barockstil erbautes Hofmarkschloss in Mauern im Landkreis Freising. Das Schloss liegt unmittelbar nordwestlich der Pfarrkirche St. Johannes d. T. von Mauern. Es ist heute das Rathaus der Gemeinde Mauern und Sitz der Verwaltungsgemeinschaft Mauern.

## Geschichte
Durch Grabungen des Archäologischen Vereins im Landkreis Freising wurde festgestellt, dass Mauern bereits vor etwa 7500 Jahren besiedelt wurde und seither fast durchgehend eine rege Besiedlung aufweist. Bei jüngsten Untersuchungen im Schloss wurden Pfostenspuren eines Vorgängerbaus entdeckt, der etwa aus dem Jahr 1000 nach Chr. stammt. Bereits für die Jahrzehnte
vor 1133 wird in den Traditionen des Moosburger Stifts St. Kastulus ein Geschlecht bezeugt, das sich nach Mauern nannte. Weitere schriftliche Belege über den Bau fehlen, erst die bayerische Hofmarkbeschreibung von 1597 enthält eine Notiz über das Schloss von Mauern. Das Schloss mit der Hofmark war im Laufe der Zeit im Besitz zahlreicher Adelsgeschlechter. Die Kuttenauer übten von 1544 bis 1585 die Hofmarkgerechtigkeit aus. Deren Nachfolger waren von 1585 bis 1641 die Preysing. Im Dreißigjährigen Krieg wurde die alte Hofmark niedergebrannt. 1692 wurde Hofmark mit Schloss von Johann Georg, Graf von Seiboldsdorf erworben und keine einhundert Jahre später durch die Misswirtschaft seiner Nachfahren versteigert. Als Besitzer folgten die Familien Basselet von La Rosée und von Ostini. 1672 wurde ein Ersatzbau errichtet, der gegen 1689/90 erweitert wurde. 1848 verlor das Schloss durch die Aufhebung der Patrimonialgerichtsbarkeit seine hoheitliche Bedeutung und wurde seit 1876 als Wirtshaus und Brauereigebäude genutzt. Das Schloss wurde vom letzten Besitzer Graf von Moy im Jahr 2001 an die Gemeinde Mauern verkauft, die es in den Folgejahren zum Rathaus der Gemeinde umbauen ließ.

## Beschreibung
Das heutige Schloss ist ein schlichter zweigeschossiger Barockbau mit Mansarddach, Teilstücke der Ummauerung des ehemaligen Schlossgartens sind noch erhalten.
Die Anlage ist unter der Aktennummer D-2-61-000-479 als Baudenkmal verzeichnet. „Untertägige spätmittelalterliche und frühneuzeitliche Befunde im Bereich des ehem. Hofmarkschlosses Mauern und seiner Vorgängerbauten mit barocker Gartenanlage“ werden zudem als Bodendenkmal unter der Aktennummer D-1-7437-0178 geführt.